# アラビア語キプロス方言

アラビア語の口語（アーンミーヤ）の方言地図

アラビア語キプロス方言（アラビアごキプロスほうげん、英: Cypriot Arabic）は、アラビア語の口語（アーンミーヤ）のひとつでキプロスの消滅の危機に瀕する言語である。キプロス・マロン派アラビア語（英: Cypriot Maronite Arabic）とも呼ばれる。キプロスのマロン派キリスト教徒によって話されている。かつては主にコルマキティスに話者が存在したが、キプロス紛争により1974年にトルコのキプロス侵攻を受け、話者の大半が南に移動したり、分散して、この言語の衰退を招いた。伝統的にギリシャ語のキプロス方言との併用使用であったが2000年を前にして残っていたアラビア語キプロス方言話者は30歳を超えていた。2011年時点でキプロス共和国が実効支配している南の領域において3656人のマロン派キリスト教徒がおり、900人くらいがアラビア語キプロス方言をある程度話せるが、第一言語とするものはいないという調査結果が出ている。